# Kankakee (rivière)
Pour les articles homonymes, voir Kankakee.
La rivière Kankakee est une rivière des États de l'Indiana et de l'Illinois aux États-Unis longue de 144 kilomètres, affluent de la rivière Illinois. Autrefois la rivière drainait un des plus grands marais d'Amérique du Nord et fournissait un passage significatif entre les Grands Lacs et le fleuve Mississippi. Aujourd'hui, il traverse une région agricole au sud du lac Michigan.

## Histoire
La rivière Kankakee, comme la rivière Des Plaines, a joué un rôle essentiel dans l'exploration du secteur. Tandis que Jacques Marquette et Louis Jolliet voyageaient sur la rivière Des Plaines, Sieur René Robert Cavelier de La Salle est entré dans la terre de Lincoln par l'intermédiaire de la rivière Kankakee. Sieur de la Salle a voyagé sur la rivière Kankakee plusieurs fois avant son meurtre en 1687.

## Principaux affluents
- Yellow
- Iroquois